# Масуби (вулкан)
Масуби (лат. Masubi) — активный вулкан на спутнике Юпитера Ио. Назван в честь японского бога огня, название утверждено международным астрономическим союзом в 1979 году.
Масуби расположен на ведущем полушарии Ио, по координатам 50° ю. ш. 57° з. д., в области Тарс. Масуби примечателен одним из крупнейших (240 км) лавовых потоков как на Ио, так и во всей Солнечной системе, который сформировался между 1999 и 2007 годом.

## Наблюдения
Вулканический шлейф Масуби, наблюдаемый начиная с Вояджера-1 в 1979 году, имеет непостоянный характер в отличие от подобных ему вулканов Ио Амирани и Прометея.

### «Вояджер-1»
Впервые Масуби наблюдался космическим зондом Вояджер-1 5 марта 1979 года. Наблюдения обнаружили вулканический шлейф высотой в 64 и шириной в 177 км, состоящий в основном из диоксида серы, исходящий от северной части тёмного лавового потока длиной в 501 километр (для сравнения, крупнейший из ныне активных лавовых потоков Солнечной системы, принадлежащий вулкану Амирани, имеет длину «лишь» в 330 км).
Изображениями Масуби с наивысшим разрешением (2 км/пиксель) до сих пор остаются снимки Вояджера-1. Лавовый поток Масуби на них имеет V-образное разветвление на северном конце, связанное с источником шлейфа и окружённое тёмным кольцом отложений из шлейфа, и ветвящуюся южную часть. Двудольная форма отложений из шлейфа может быть следствием того, что во время наблюдений Вояджером-1 этот шлейф имел два источника в лавовом потоке и, соответственно, две колонны извержения. Этот шлейф был ярчайшим из всех, наблюдавшихся обоими Вояджерами. Сначала он обозначался, как шлейф 8, но в 1979 году МАС дал ему официальное имя Масуби по имени японского духа огня Хомусуби (при этом имя духа было несколько искажено). Вскоре после начала миссии «Галилео» лавовый поток вулкана также получил название «поток Масуби» (лат. Masubi Fluctus).

### «Галилео»
В конце 1990-х годов вулканическую активность Масуби несколько раз наблюдали астрономы (с Земли) и КА «Галилео», при этом он не был постоянной горячей точкой. Камера Галилео засняла вулканический шлейф над потоком Масуби в июле-августе 1999 года и в августе 2001 года, а также отложения из шлейфа в сентябре 1997 года. Во всех этих случаях шлейфы исходили из разных частей потока, являясь дополнительным свидетельством того, что такие пытевые шлейфы, как у Масуби, формируются быстрой сублимацией корки из диоксида серы на поверхности горячих и подвижных фронтов лавы, а не извержением из вулканического жерла. В августе 1998 года астрономы недолго наблюдали с Земли горячее извержение Масуби, подтвердившее состав потока Масуби из основных и ультраосновных силикатных пород.

### «Новые горизонты»
Космический аппарат «Новые горизонты» наблюдал Масуби 28 февраля 2007 года, во время пролёта мимо системы Юпитера. Во время этой встречи над потоком Масуби были замечены два шлейфа. Первый, на северном краю потока, был истолкован, как основной источник выбросов потока. Второй находился около середины длинного лавового поля. Высоты их равнялись 70 и 80 км соответственно. Вдобавок, «Новые горизонты» увидел новый, 240-километровый поток из Масуби, сформировавшийся за время после окончания наблюдений «Галилео» в 1999 году. Это был крупнейший новый лавовый поток из открытых в Солнечной системе после открытия вулканизма на Ио в 1979 году. Из северного и южного концов этого потока также исходили два шлейфа. Осадки из этих шлейфов сформировали двудольное отложение вокруг этого нового потока, аналогичное отложениям, наблюдавшимся Вояджером.
Снимки КА «Новые горизонты» подчеркнули тот факт, что видимость старого 500-километрового потока меняется в зависимости от фазового угла (то есть угла между наблюдателем, Ио и Солнцем). Ио выглядит «полным» при малом фазовом угле (около 0°), «полу-полным» при фазовом угле около 90°; и имеет форму полумесяца при фазовом угле около 180°. Однако старая часть потока Масуби наоборот почти невидима при малом фазовом угле, и проявляется лишь при большой. Причиной этого может быть корка из диоксида серы сверху ныне остывшей лавы, затемняющая её, однако эти отложения ещё недостаточно толсты, чтобы скрыть текстуру потока. Аналогичный эффект с фазовым углом на потоке Масуби наблюдался и «Вояджером», и «Галилео», однако тогда он был ограничен лишь длинными волнами видимой части спектра.